# Підгайський потік
Підгайський потік (словац. Podhájsky potok) — річка в Словаччині, ліва притока Турця, протікає в окрузі Мартін.
Довжина приблизно 5.2 км. Витік знаходиться в масиві Мала Фатра (частина Лучанська Фатра; схил гори Калюжна) — на висоті близько 900 метрів. Протікає територією міста Мартін (частина Затурчя (Záturčie)).
Впадає в Турець на висоті приблизно 385-390 метрів.